# 雪印乳業

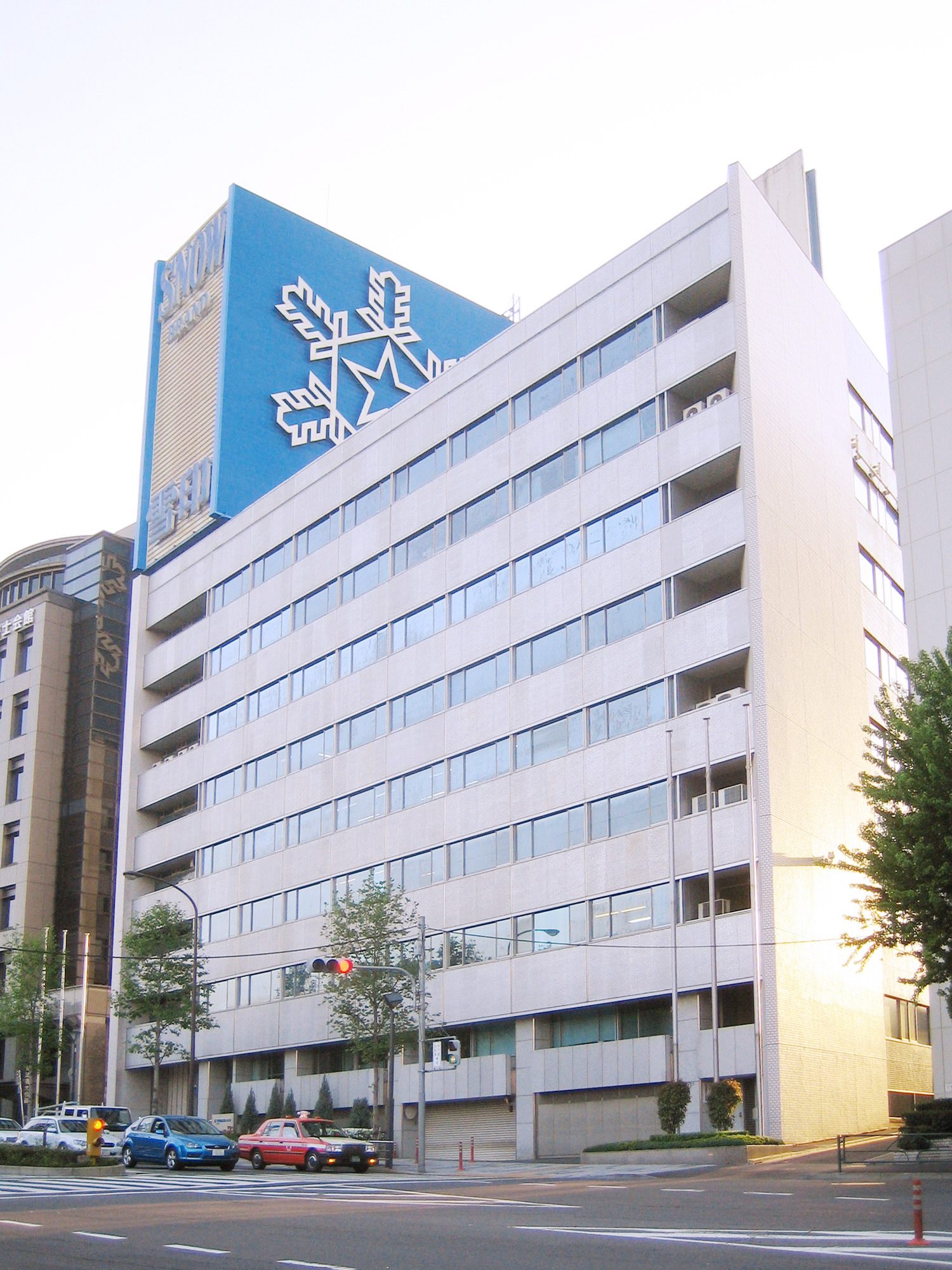
雪印乳業（現：雪印メグミルク）本社（別角度から）

雪印乳業株式会社（ゆきじるしにゅうぎょう、英: Snow Brand Milk Products Co.,Ltd.）は、かつて存在した日本の乳製品メーカー。日本を代表する巨大乳業メーカーのひとつであったが、雪印グループの不祥事により、2009年（平成21年）10月1日付で日本ミルクコミュニティと共に経営統合の上設立された持株会社雪印メグミルクの子会社となり、2011年（平成23年）4月1日付で日本ミルクコミュニティと共に雪印メグミルクへ吸収合併されて消滅した。

## 概要
1925年（大正14年）5月17日創業。社章は雪の結晶の中に北海道を象徴する北極星を組み合わせたもので「スノーブランド」（雪印、Snow Brand）としても知られる。
かつては牛乳・乳飲料などの市乳事業をはじめとして、バター・チーズなどの乳食品事業や、育児品、アイスクリーム、冷凍食品、医薬品なども手掛ける、総合乳業メーカーのトップであり、グループ全体の連結売上高が1兆円を超える巨大食品グループであった。しかし、後述する2度にわたった不祥事発覚後は、乳食品事業以外の各部門を分社化し、バター・チーズ・マーガリンの製造を主な事業とするようになった。
営業上の本社（現：雪印メグミルクの本社）は東京都新宿区本塩町13（最寄駅は四ツ谷駅）であったが、登記上の本店（現：雪印メグミルクの登記上の本店）は北海道札幌市東区苗穂町6丁目1-1（最寄り駅は苗穂駅。敷地内には、同社の北海道支店と資料館、持株会社時代の雪印メグミルクの登記上の本店、および旧：日本ミルクコミュニティの北海道事業部と札幌支店・札幌工場もある。）であった。

## 沿革
- 1925年（大正14年）5月17日 - 宇都宮仙太郎が有限責任北海道製酪販売組合を設立、バターの製造を開始[5]。
- 1926年（大正15年） - 保証責任北海道製酪販売組合連合会（酪連）に改組。商標「雪印」の決定。
- 1928年（昭和3年） - アイスクリームの製造販売を開始。
- 1933年（昭和8年） - チーズの製造販売を開始。
- 1939年（昭和14年） - マーガリンの製造販売を開始。
- 1941年（昭和16年） - 企業統制に伴い、同業他社を統合。株式会社北海道興農公社に改組。
- 1947年（昭和22年） - 北海道酪農協同株式会社に改組。
- 1950年（昭和25年）
  - 6月 - 過度経済力集中排除法に抵触したため、北海道バター（後・クロバー乳業）と会社分割、雪印乳業株式会社設立[6]。
  - 12月 - 雪印食品工業（後・雪印アンデス食品→雪印食品）・雪印種苗ほか設立[6]。
- 1955年（昭和30年） - 雪印八雲工場脱脂粉乳食中毒事件が発生。
- 1958年（昭和33年）11月1日 - クロバー乳業を合併[7]。
- 1960年（昭和35年） - 雪印ローリー（後・雪印ラビオ→カゴメラビオ）設立。
- 1972年（昭和48年）3月 - ファーストフード事業展開に向け、協和醗酵工業と業務提携[8][9]。
- 1973年（昭和48年） - 協和発酵工業との共同出資で雪印スノーピア設立[8][9]。
- 1975年（昭和50年） - 雪印スノーピアから協和発酵工業が撤退[10]、雪印乳業の単独事業となる[10]（詳細は雪印スノーピアを参照）。
- 1979年（昭和54年） - ブルマート設立。
- 2000年（平成12年） - 雪印集団食中毒事件発生[11][12]。
- 2001年（平成13年）以降 - 雪印集団食中毒事件発生を受け、他社支援による事業分割が始まる。
  - 2001年（平成13年） - 雪印冷凍食品（後・アクリフーズ）設立。
- 2002年（平成14年） - ロッテスノー（後・ロッテアイス → ロッテ）設立。
- 2002年（平成14年） - 雪印食品の牛肉産地偽装問題（雪印牛肉偽装事件）により、雪印食品の廃業・解散を決定。
  - 2003年（平成15年） - 日本ミルクコミュニティ営業開始。
- 2007年（平成19年） - 不祥事以来、初の新ブランドとなる「雪印北海道100」を発売。
- 2009年（平成21年）10月1日 - 日本ミルクコミュニティと共同で、株式移転による共同持株会社「雪印メグミルク株式会社」を設立して経営統合。
- 2010年（平成22年）
  - 7月31日 - クエーカーオーツカンパニー社との業務提携解消に伴い、当社で製造・販売されていた「クエーカーオートミール」をはじめとする「クエーカー」ブランド製品の製造・販売を終了。
- 2011年（平成23年）4月1日 - 日本ミルクコミュニティと共に、雪印メグミルクへ吸収合併され解散、雪印乳業86年の歴史に幕を閉じる[13]。

 ウィキニュースに関連記事があります。「雪印乳業」社名消える 来春雪印メグミルク傘下の乳業メーカー2社合併

### 社史・記念誌
雪印・メグミルクでは以下の10冊を発行している。
- 雪印乳業史第1巻（雪印乳業・編）1960年11月発行、712ページ。
- 雪印乳業史第2巻（雪印乳業・編）1961年2月発行、486・96・51ページ。
- 雪印乳業史第3巻（雪印乳業・編）1969年3月発行、585ページ。
- 雪印乳業史第4巻（雪印乳業・編）1975年5月発行、738ページ。
- 写真でみる雪印乳業五十年（雪印乳業総務部社史編纂室・編）1975年12月発行、291ページ。
- 雪印乳業史第5巻（雪印乳業・編）1985年4月発行、717ページ。
- 雪印乳業沿革史（雪印乳業・編）1985年4月発行、203ページ。
- 雪印乳業史第6巻（雪印乳業・編）1995年4月発行、812ページ。
- 日本ミルクコミュニティ史（雪印メグミルク・編）2014年8月発行、663ページ。
- 雪印乳業史第7巻（雪印メグミルク・編）2016年8月発行、981ページ。

## 不祥事・事件

### 雪印八雲工場脱脂粉乳食中毒事件
1955年（昭和30年）に、東京都で学校給食に使用された脱脂粉乳による集団食中毒事件が発生した。前年、北海道八雲町の工場内で、たまたま停電と機械故障が重なる日があった際、原料乳の管理が徹底されず、長時間にわたり原料乳が加温状態にさらされたことから、溶血性ブドウ球菌が大量に増殖したと考えられている。また、前日の原料乳が使い回されるといった杜撰な製品管理も重なり、被害が拡大したとされる。
雪印乳業は事件発覚後、即座に謝罪と製品回収などといった対応措置を展開し、リスクマネジメントの観点からは当時の水準を大幅に上回る措置を行ったことで、企業イメージの打撃を最小限に抑えることに成功した。

### 雪印集団食中毒事件
2000年（平成12年）の6月から7月にかけて、雪印乳業大阪工場で製造された乳飲料によって、近畿地方で集団食中毒が発生した。食中毒の原因は北海道広尾郡大樹町にある大樹工場で製造された低脂肪乳の主原料だった脱脂粉乳製造時の停電事故による毒素（エンテロトキシン）の発生にあった。
45年前に起きた雪印八雲工場脱脂粉乳食中毒事件と同様の事件だが、迅速な対応を行った45年前と異なり、安全文化の風化や責任回避に走る企業体質が一因となり、当事件での雪印乳業の対応は後手後手に回った。結果、雪印グループの企業イメージは大打撃を被り、2年後に起きた雪印牛肉偽装事件と合わせて、雪印グループ解体の主要因となった。

### 雪印牛肉偽装事件
2002年（平成14年）には、ハム・ソーセージなどの肉製品の製造・販売を行っていた子会社の雪印食品による雪印牛肉偽装事件（BSE対策として、農林水産省が疑いのある牛肉を買い上げる補助金制度を悪用）が発覚した。
雪印集団食中毒事件の発生直後に発覚したことで、食中毒事件からの再出発を図ろうとしていた雪印グループは再び大打撃を被り、グループ全体が会社存続の危機に立たされ、事業全体の再編成を余儀無くされる結果となった。さらに、雪印食品から発生した問題は、日本の畜産業に内在する不正隠匿体質を暴露する結果となり、グループ創業の地である北海道の畜産農業までもが存亡の危機にまで追い込まれるなどしたため、単なる食品メーカー1社の不祥事では済まされなかった。
支援企業については日本国内外から候補が上がったが、所轄官庁である農林水産省の意向で日本企業を主体とすることとなり、主に農協系（メインバンクの農林中央金庫及び全国農業協同組合連合会）が主体となって経営再建の支援をすることとなった。

### 再編
各事業部門毎に、他社との提携・分社化により再編された。
- 乳食品事業（バター、マーガリン、チーズ）は、雪印乳業が継承した。
- 市乳事業（牛乳、乳飲料、ヨーグルト）は、全農・全酪連（ジャパンミルクネット）の市乳事業との事業統合により日本ミルクコミュニティ（ブランド名：メグミルク）となり分社。その後2009年（平成21年）10月1日に、雪印乳業と経営統合し雪印メグミルクを設立した。さらに2011年4月1日には、雪印乳業・日本ミルクコミュニティの両社とも、雪印メグミルクへ吸収合併された。
- アイスクリーム・氷菓事業は、ロッテとの合弁会社ロッテスノーとして分社。後にロッテの完全子会社ロッテアイスとなり、2018年4月ロッテに吸収合併された。
- 冷凍食品事業は、雪印冷凍食品として分社後、暫くしてアクリフーズに社名変更。後にニチロに売却され、グループ企業と共にマルハニチロ水産（現:マルハニチロ）に吸収される。
- 育児品事業（育児用粉乳やベビーフードなど）は、大塚製薬が支援する形でビーンスターク・スノー（現：雪印ビーンスターク）として分社。
- 経腸栄養剤事業は、大塚製薬が主導する形でイーエヌ大塚製薬として分社。
- 物流子会社は、雪印物流に一元化される。2004年（平成16年）5月31日、エスビーエスに株式の大半が売約され、SBSフレックとなる。
- 雪印アクセスは、伊藤忠商事に株式の大半が売却され、日本アクセスとなる。
- 雪印種苗は、一部事業の縮小をしつつ存続。
- 雪印ラビオ（旧:雪印ローリー）は、カゴメに売却された後にカゴメラビオとなり、更にカゴメに吸収される。
- 雪印ベルフォーレは、シャトレーゼに売却された後にシャトレーゼベルフォーレワイナリーとなる。
- 雪印食品は、雪印牛肉偽装事件が原因で、後に廃業・解散した。
- 雪印食品の北海道早来工場はその後、春雪さぶーる（エア・ウォーターグループ）に移管された。

事業再編・会社分割後も、雪印乳業の乳食品部門のほか、日本ミルクコミュニティに移管された「雪印コーヒー」などでも「雪印」ブランドを使用していた（宅配製品を除く）。その他は、旧雪印製品であっても別ブランドへ変更された。

## 主な商品
☆は別会社に移管されたもの。
- 北海道バター
- 北海道バター（10gに切れてる）（特許取得）
- 北海道バター・ハーフ
- SNOW ROYAL コクと香りの北海道バター（日本では珍しい発酵バター）
- ガーリック&バター

- 雪印ネオホイップ
- 雪印サフラワー
- 雪印ネオマーガリン
- ネオソフト
- ネオソフト クリームブレンド
- ネオソフト ハーフ
- ネオソフト キャノーラハーフ
- ネオソフト べに花
- ネオソフト コクのあるバター風味
- ネオソフト 生乳入りマーガリン
- ネオソフト 北海道バター入り
- ネオソフト 北海道バター入り チューブタイプ
- リセッタソフト  日清オイリオグループとの共同開発品。
- ガトーカマンベール
- ガトーグランマニエ
- バター仕立てのマーガリン
- 生クリーム仕立てのマーガリン
- 焦がしバター風味マーガリン
- ケーキ用マーガリン
- 雪印マーガリン
- 雪印Sマーガリン
- 雪印スーパーマーガリン
- バター/はっ酵食塩不使用/特級食塩不使用/食塩不使用/特級有塩/有塩/無塩
- ソフトスプレッド/マスタード入り
- コンパウンド
- スノーブランドバターチコR/マーガリンM-チコ/バターチコ/ポーションバター
- 粉チーズ
- スノーシュレッド/グルメ
- ダイズチーズ45/75カマンベール入り
- スモークロールチーズ
- サキサキチーズ
- クリームチーズ&ガーリック
- ラード
- ラードチューブタイプ
- ショートニング

- 6Pチーズ
- 味わい北海道6Pチーズ
- 8Pチーズフード
- アルペンホルン
- スライスチーズ
- スライスチーズピザタイム
- スライスチーズとろける北海道バターブレンド
- スライスチーズ北海道バターフレンド
- 味わい北海道スライスチーズ
- 野菜と食べるバジル・ペッパー入りチーズ
- 野菜と一緒に!炒めるチーズ
- ストリングチーズ
- 低脂肪MBPスライス
- クリームチーズスライス
- 厚切りとろけるスライス
- 厚切りスライスチーズ
- 北海道中標津とろけるスライス
- 北海道中標津スライスチーズ
- ファミリアチーズ
- 北海道カッテージチーズ
- 北海道カッテージチーズうらごしタイプ
- パルメザンチーズ
- セレクトダイスチーズ45/75
- トロッティ
- エダムパウダー調理用
- アルプスの少女ハイジレンジ用チーズフォンデュ
- とろけるスライス
- とろけるスライスピザスパイス
- とろけるスライスごまスラ
- とろけるスライスチーズごまスラ
- とろけるマヨスラ
- サンドイッチスライス
- ドラえもんスライス
- ドラえもんスティック
- 毎日骨太スライスチーズ
- 雪印チーズミニ
- 雪印チーズキャッチ
- 雪印コーヒーチーズキャッチ
- 雪印いちごみるくチーズキャッチ
- つよいこスティック
- カマン&ブルー入りベビーチーズ
- オニオン入りベビーチーズ
- うまみ自慢ベビーチーズ
- 毎日骨太MBPベビーチーズ
- アーモンド入りベビーチーズ
- ベビーチーズ
- ベビーチーズ塩分ひかえめ
- ベビーチーズうまみ濃厚
- 北海道100チーズ
- クリームチーズ
- チュッセル雪印レアチーズプルーン&ヨーグルト/プレーン
- 雪印ヨーグルトケーキ
- 雪印レアチーズケーキ
- 雪印まーるいチーズケーキ
- 鉄分inチーズケーキ
- コラーゲンinチーズケーキ
- ハイ!チーズケーキ
- リンゴのしずくチーズケーキ
- オレンジのしずくチーズケーキ

- 雪印ファミリアチーズ
- 雪印ジェミニチーズ
- 雪印ホワイトチーズ
- 雪印チーズカット20枚
- とろけるナチュラルチーズピザ用/北海道ゴーダ
- とりあえず!チーズサラミ丸/かつお丸
- 雪印北海道100
- 北海道100さけるチーズ
- 北海道100カマンベールチーズ
- 北海道100芳醇ゴーダ
- 北海道100チェダー
- 北海道100マスカルポーネ
- 北海道切れてるチーズ
- 切れてるチーズ&チーズ

- ピーナッツソフト
- ガーリックソフト
- ぬって焼くとシナモントースト
- ぬって焼くとホットケーキ風トースト
- ぬって焼くとフレンチトースト
- フロマージュクリーム

2007年9月より発売。製造は「ビーンスターク・スノー」（元は雪印のブランドであった「すこやか」「つよいこ」を販売）が担当。
- すこやか
- つよいこ
- ぴゅあ
- たっち

- リーベンデール

☆は別会社に移管されたもの。
- 成分無調整雪印牛乳☆（日本ミルクコミュニティ、現在は雪印の創業地である北海道地区だけでの販売）
- アカディ☆（日本ミルクコミュニティ、のちに「おなかにやさしく」にリニューアル）
- 毎日骨太☆（日本ミルクコミュニティ、2010年（平成22年）3月にリニューアル）
- 牛乳屋さんのおいしい牛乳
- 雪印牛乳（曜日）
- 雪印牛乳300
- 雪印北海道牛乳300
- 雪印ホイップクリーム
- 雪印カルパワー
- 雪印カルパワーMBP
- 雪印テツパワー
- 雪印スーパー牛乳
- 雪印ミネラル牛乳
- 雪印ホモナイズ牛乳
- 雪印ホモジナイズ牛乳
- 雪印200
- 雪印3.4牛乳
- 雪印3.5牛乳
- 雪印3.6牛乳
- 雪印びん3.7牛乳
- 雪印つよい子牛乳
- 雪印濃厚牛乳
- 雪印濃厚3.9牛乳
- 雪印酪農物語牛乳
- 雪印激選牛乳
- 雪印北海道牛乳
- 雪印秋田牛乳
- 雪印大草原
- 雪印霧島牛乳
- 雪印樹氷牛乳
- 雪印のどごしすっきり牛乳
- 雪印のどごしすっきり低脂肪乳
- 雪印美野里酪農牛乳
- 雪印自然から元気低脂肪乳
- 雪印牧場の朝牛乳
- 雪印青森3.6牛乳
- 雪印北海道牛乳
- 雪印酪農家からの3.7牛乳
- 雪印酪農家からのおいしい牛乳
- 雪印特濃4.6牛乳
- 雪印北海道3.7牛乳
- 雪印低脂肪乳こだわり仕立て
- 雪印特濃4.2牛乳
- 雪印松原3.6牛乳
- 雪印アカディ低脂肪乳
- 雪印アカディマイルド
- 雪印低脂肪乳
- 雪印おはようせんい
- 雪印まろやかカルシウム
- 雪印シェイクアップ
- 雪印ソフトラック（円形）
- 雪印ソフトラック（マークあり）
- 雪印ソフトラック
- 雪印フルーツサワー
- 雪印スノーラック
- 雪印スノーラック（1998年頃）
- 雪印ヘルシーメール
- 雪印ラクトコーヒー
- 雪印びんコーヒー
- 雪印ソフトコーヒー
- 雪印ソフトイチゴ
- 雪印ソフトスノーピーチ
- 雪印マイナー
- 雪印コーヒー牛乳
- 雪印コーヒー牛乳300
- 雪印フルーツ牛乳
- 雪印ラクトフルーツ
- 雪印びんフルーツ
- 雪印ラクトイチゴ
- 雪印いちご（旧）
- 雪印いちご
- 雪印いちご牛乳
- 雪印パイン牛乳
- 雪印おいしい珈琲
- 雪印コーヒーミルク入り
- 雪印アイスコーヒー
- 雪印マイルドコーヒー
- 雪印カフェオレ
- 雪印豆オレ
- 雪印ヨーグルメット
- 雪印おなかに乳酸菌
- 雪印スヌーピーおなかに乳酸菌
- 雪印スヌーピーロイヤルミルクティー
- 雪印スヌーピーホームメイドコーヒー
- 雪印カツゲン
- 雪印カツゲンL
- 雪印カツゲン100
- 雪印フルーツ・オレ
- 雪印毎日骨太MBP
- 雪印アカディMBP
- 雪印珈琲・オ・レ
- 雪印いちごオレ
- 雪印ばななオレ
- 雪印トマト
- 雪印オレンジ
- 雪印オレンジミルク
- 雪印フルーツ
- 雪印フルーツ（生乳入り）
- 雪印おいしい紅茶ミルクティー
- 雪印シトラスウォーター
- 雪印ラクティスプレーン/白ぶどう
- 雪印ヨーグルト
- 雪印ヨーグルト（花）
- 雪印ソフトヨーグルト
- 雪印ヨーグルトmof
- 雪印特選ヨーグルト
- 雪印フルーツヨーグルト
- 雪印のむヨーグルトまろやか生乳
- 雪印ナチュレ
- 雪印スナックナチュレ
- 雪印Newナチュレ
- 雪印のむナチュレ
- 雪印のむナチュレ高生乳
- 雪印ナチュレライブ
- 雪印ナチュレ＋2
- 雪印のむヨーグルトナチュレライブ
- 雪印のむヨーグルトナチュレライブ高生乳
- 雪印ナチュレのむヨーグルト
- 雪印ナチュレ＋2のむヨーグルト
- 雪印ナチュレPROGB
- 雪印オフリー☆ - 1990年発売開始の紙パック飲料統一ブランド。カフェ・オレ・イチゴ・オレ・バナナ・オレ・メロン・オレ・ティー・オレとオレンジ・アップル・コーヒー・ピーチウォーター・プラムウォーター・グリーンバナナ・ヨーグルメット・ブラック・ストレート・ティーもラインナップに含む。
- トワイニング・ミルクティー
- トワイニング・ストレートティー

- 雪印リンゴ果汁
- 雪印生リンゴ果汁
- 雪印にんじん100
- 雪印あおじる100
- 雪印とまと100
- 雪印りんご300
- 雪印リンゴ（上下型）
- 雪印リンゴ（下型）
- 雪印リンゴ（上型）
- 雪印スヌーピー
- 雪印ダブルベリー
- 雪印活源ブレーン
- 雪印ネクター
- 雪印無農薬栽培りんご&にんじん
- 雪印LEMOACE
- 雪印日本の秋・梨
- 雪印紅茶三選
- 雪印静岡・手摘み一番茶
- 雪印青果市場
- 雪印ピュアジュース・トマト
- 雪印ピュアジュース・リンゴ
- 雪印ピュアフレッシュジュース
- 雪印ドリンカ
- 雪印ドリンカグレープ
- 雪印ドリンカグレープフルーツ
- 雪印ドリンカオレンジ
- 雪印ドリンカアップル
- 雪印りんごジュース
- 雪印オレンジジュース
- 雪印トマトジュース
- 雪印サラダ気分
- 毎日旬菜
- 毎日旬菜黄色い実り
- 毎日旬菜赤い実り
- 毎日旬菜緑の実り
- 毎日旬菜たすける赤野菜
- 毎日旬菜ささえる緑野菜
- 深沙りほうじ茶
- 甜茶
- 雪印亜細亜茶館白桃烏龍
- 雪印亜細亜茶館柑橘録茶
- ライチ
- はちみつシトラス
- ワインみたいな白ぶどう
- ウッドペッカーぶどう/りんご/オレンジ
- 甘さすっきり梨
- キウイ甘さすっきり
- フルーツ×フルーツグァバ&アップル
- さわやかレモン
- スヌーピーフルーツエードレモン&グレープ/ピーチ&グレープ/オレンジ/アップル
- スヌーピーぶどう/りんご/オレンジ
- Doleブレンズ
- Doleフルーツクーラーカシス/キウイ/レモン/バナナミックス/パイナップル
- Doleオレンジジュース
- Doleグレープフルーツジュース
- Doleグレープジュース
- Doleペアジュース
- Doleマンゴフルーツミックスジュース
- Doleマンゴバナナジュース
- ゲータレード

☆は別会社に移管されたもの。
- クリーム&プリン☆（日本ミルクコミュニティ）
- 雪印ホワイトプリン
- 雪印モナデザート
- 雪印牛乳たまごプリン
- 雪印北海道とうきびプリン
- 雪印プリンの季節
- 雪印3.5牛乳プリン
- 雪印ヨグールL
- 雪印ヨーグルトゼリープレーン
- 雪印ヨーグルトゼリー青りんご
- 雪印フルーツゼリー
- 雪印とってもゼリー
- 雪印とってもオレンジ
- 雪印とってもピーチ
- 雪印とってもピーチ（Big）
- 雪印とってもグレープフルーツ
- 雪印とってもマスカット
- 雪印とってもパイン
- 雪印とってもメロン
- 雪印とってもキウイフルーツ
- 雪印とってもゼリーEX
- 雪印とってもグレープ
- 雪印とってもアップル
- 雪印とってもライチ
- 雪印とってもスイカ
- 雪印とってもペア
- 雪印とってもいちご
- 雪印ヨグール
- 雪印ヨーグルトセレ
- 雪印ヨーグレージュ
- 雪印まるごと苺ヨーグルト
- 雪印大切り白桃ヨーグルト
- 雪印いちごヨーグルト
- 雪印つぶよりフルーツヨーグルト
- 雪印オリゴ糖ヨーグルト
- 雪印コーヒープリン
- 雪印プリン
- 雪印焼プリン
- 雪印コーヒーゼリー
- 雪印スヌーピー牛乳プリン
- 雪印スヌーピーカフェオレプリン
- 雪印スヌーピーももゼリー
- 雪印スヌーピーりんごゼリー
- 雪印スヌーピーぶどうゼリー
- 雪印スヌーピーにんじん&オレンジゼリー
- 雪印つぶつぶゼリーレモン
- 雪印フレッシュゼリーオレンジ
- 雪印オレッシュゼリーグレープ
- 雪印すりおろしりんごゼリー
- 雪印ハーブセリー
- 雪印小さなブリュレ
- 雪印の～びると
- 雪印北欧ヨーグルト
- 雪印クリーム&プリン
- 雪印のむヨーグルトはちみつレモン
- 雪印牛乳たまごプリン
- 雪印毎日骨太ヨーグルト
- 雪印ヨーグルト牧場の朝生乳
- 雪印プレーンヨーグルト18℃
- 雪印ダブリューダブリューハチミツレモンゼリー
- 雪印ダブリューダブリュー乳酸菌ゼリー
- 雪印クリーム&マンゴープリン
- 雪印プチカドー
- 雪印亜細亜茶館杏仁豆腐
- 雪印亜細亜茶館マンゴプリン
- 雪印亜細亜茶館黒ごまプリン
- 雪印亜細亜茶館ココナッツミルクプリン
- 雪印究極ソーダゼリー
- 雪印チーズデザート
- 雪印ミルファーム
- 雪印甘味処
- 雪印デザート和菓集
- 雪印サクリーゼ
- 雪印ミルファーム
- 雪印クリームブリュレと苺ムース
- 雪印クリーム&抹茶プリン
- 雪印カラメル・オン・プリン
- ハーシーズミルクチョコレートプリン
- ハーシーズクリーム&チョコレートプリン
- ハーシーズチョコレートプティング
- ハーシーズプディングクリーミィココア
- ハーシーズエクセレントビター
- Doleアップルプリン
- Doleパイナップルプリン
- Doleマンゴプリン
- Doleチョコイチゴプリン
- Doleチョコバナナプリン
- Dole林檎&ナタデココとヨーグルト
- Doleゴールドキウイゼリー
- Doleフルーツゼリーマンゴー
- Doleフルーツゼリーピンクグレープフルーツ
- Doleフルーツカップパイン&ミカン
- Doleフルーツカップパイン&ピーチ
- ネスレエブリデイLC-1プレーン
- ネスレエブリデイLC-1ミックスベリー

- 雪印毎朝元気
- 雪印ミルクコーヒー
- 雪印ビタミン牛乳
- 雪印ビタミンミルク
- 雪印ビタミン入り牛乳
- 雪印コーヒー入り牛乳
- 雪印紅茶入り牛乳
- 雪印亜細亜茶館ミャンマー紅茶ラペイエ
- 雪印亜細亜茶館ベトナム珈琲カフェ・スーア
- 雪印亜細亜茶館新しいおいしさココナッツミルクティー
- ハーシーズココアドリンク
- ハーシーズチョコレートドリンク
- HERSHEY'Sチョコドリンク
- ゲータレード
- ゲータレードグレープフルーツ

- 雪印サーモンのクリームグラタン
- 雪印イタリアンピザ
- 雪印マカロニグラタン
- 雪印ポテック
- 雪印サラダミックス
- 雪印スナックピザ
- 雪印シューマイ
- 雪印ギョーザ
- 雪印ランチハンバーグ
- 雪印ピザパイ
- 雪印お弁当ハンバーグ
- 雪印おはようピザ
- 雪印ヨーグルトケーキ
- 雪印おやつポテトグラタン
- 雪印お弁当フライ
- 雪印おやつポテト
- 雪印イタリアピザ
- 雪印お好みコロッケ
- 雪印カレー肉まん
- 雪印チーズまん
- 雪印夕食向けソフトカツ
- 雪印夕食向けハンバーグ
- 雪印ビーフハンバーグ
- 雪印油いらず手間いらず
- 雪印北海鮭クリーミーコロッケ
- 雪印僕と私のハンバーグ
- 雪印チキンかつ
- 雪印アーモンドおさつ
- 雪印クリスピー電子レンジピザミックス
- 雪印ハンバーグ野菜セット
- 雪印ミートボール野菜セット
- 雪印ひとくちビーフかつ
- 雪印てりやきチキンビッツ
- 雪印レンジDEシェイク
- 雪印えびクリームコロッケ
- 雪印この頃のパスタ
- 雪印鶏ごまかつ
- 雪印えびピラフ
- 雪印鶏ごぼうピラフ
- 雪印高菜ピラフ
- 雪印野沢菜ピラフ
- 雪印切り干し大根ピラフ
- 雪印プルコギ炒飯
- 雪印ダッカルビ炒飯
- 雪印えびグラタン
- 雪印おもちのグラタン
- 雪印フレンチポテト
- 雪印ポテック
- 雪印ピザパイミックス
- 雪印ミックスピザ
- 雪印クリスピースナックピザ
- 雪印ピザ ザ・クリスピー
- 雪印ハーフ&ハーフ
- 雪印うす焼ピッツァ
- 雪印カーネルコーン
- 雪印グリーンピース
- 雪印レンジであつあつ
- 雪印ミックスベジタブル
- 雪印ランチハンバーグ
- 雪印チーズハンバーグ
- 雪印鶏ごぼう包み（ハンバーグ）
- 雪印トースターでできるクリームコロッケ（コーン）
- 雪印コーンクリームコロッケ（生クリーム入り）
- 雪印五目ちらし寿司
- 雪印うまいんじゃが!
- 雪印いわしの元気（ハンバーグ）
- 雪印鶏たまフライ
- 雪印モロヘイヤの元気（フライ）
- 雪印焼き鳥みたいなポークチキン
- 雪印ギョーザ
- 雪印クリーミーコロッケ
- 雪印お弁当フライ
- 雪印中華五菜
- 雪印煮物五菜
- 雪印鹿児島ソースとんかつ
- 雪印お弁当ミニ小鉢
- 雪印カップのまんま
- 雪印ミルクで煮込んだポテトのコロッケ
- 雪印ふんわりたまごのオムハムカツ
- 雪印手作りたこ焼
- 雪印北海道カマンフライ
- 雪印手結びミニ袋煮
- 雪印おくらえびしんじょ
- 雪印ソーセージミックス
- 雪印Ca家族
- 雪印フローズンホイップ
- 雪印クリームチーズケーキプレーン
- 雪印グリーンピース
- 雪印本格讃岐うどん（特製つゆ付き）
- 雪印本格讃岐うどん細めん（特製つゆ付き）
- 雪印野菜ミートボール
- 雪印鮭としらすの元気
- 雪印トースターでできる
- 雪印チャイナオムレツ
- 雪印お手軽一品
- 雪印Ca家族
- 雪印牛肉とちんげん菜のチャーハン
- 雪印すてき夕菜!
- 雪印レンジで楽チーン!
- 雪印自然から元気
- 雪印お手軽一品
- 雪印北の国から
- 雪印焼きもろこしポテトフライ
- 雪印ビーフドライカレー
- 雪印さざえの寄せ唐揚げ
- 雪印チーズフライ
- 雪印和風揚げかぼちゃ
- 雪印Newクリーミーコロッケかに
- 雪印お父さんのお弁当
- 雪印七種の野菜のスープごはん
- 雪印レンジminiカップ
- 雪印新鮮風味
- 雪印彩りおいしい
- 雪印お花みたいな
- 雪印ごはんにかけるおかず
- 雪印黒豚ガーリックライス
- 雪印カリッとえびの五目炒飯
- 雪印完熟トマトのチキンライス
- 雪印なごみ一膳
- 雪印スパイシーチキン
- 雪印若鶏のごみ香味揚げ
- 雪印ホットケーキ
- 雪印レンジでかんたん

- 雪印ミルクキャラメル
- 雪印あずきヌガー
- 雪印チーズあられ
- 雪印フレッシュクリーム
- 雪印離乳食
- 雪印の和風だし
- 雪印ワンカップスープ
- 雪印クェーカーオーツシリアル
- 雪印ボディナビ
- 雪印味わい北海道
- 雪印冷たいスープ
- 雪印親子でつくろうピザセット
- 雪印マッシュポテト
- 雪印クェーカー
- 雪印ホイップ40
- 雪印かんたん!ホイップ
- 雪印北海道コンデンスミルクチューブ
- 雪印北海道コンデンスミルク缶
- 雪印エバミルク
- 雪印スキムミルク
- 雪印トリュフ
- 雪印ティラミス
- 雪印私のケーキ屋さん
- 雪印毎日骨太スキム
- 雪印毎日骨太スキムスティックタイプ
- 雪印毎日骨太MBPスキム
- 雪印苺のためのミルクパウダー
- 雪印クリーマ
- 雪印リトルエース
- 雪印スノーホワイト
- 雪印野菜たっぷりサルサソースノンオイルタイプ
- 雪印鉄ラクトフェリンススキムスティックタイプ
- 雪印グルコサミン500スキム
- 雪印インスタントスキムミルク
- すくすく物語シリーズ

他、多数

## 別ブランド

### 日本ミルクコミュニティ
2011年（平成23年）4月1日に同社は雪印乳業と共に、雪印メグミルクへ吸収合併された。
- メグミルク（日本ミルクコミュニティ設立時に作られたブランド）
- 農協（全国農協直販が発売していたブランド）
- 全酪（全国酪農業協同組合連合会が発売していたブランド）

### 雪印冷凍食品
- 雪印ミックスピザ
- 雪印えびクリームグラタン
- 雪印とんこつ炒飯
- てんぷら盛り合わせ
- クリスピーピザシーフード&Wソース

### 雪印ローリー→雪印ラビオ
- 雪印ローリーエース
- 雪印ローリーフルーツオレンジ三〇
- 雪印ローリーフルーツアップル
- 雪印ローリーフルーツオレンジ
- 雪印ローリーフルーツいちご
- 雪印ローリーフルーツピーチ
- 雪印熟生100
- 雪印熟生160
- 雪印ビフィズス乳酸菌プレーン
- 雪印ビフィズス乳酸菌ブルーベリー
- 雪印のむヨーグルト65
- 雪印のむヨーグルトカルシウムプレーン
- 雪印のむヨーグルトカルシウムプレーン・いちご
- 雪印スーパーカルシウム5P・8P
- 雪印のむヨーグルトビフィズス200
- 雪印ざくろの乳酸菌200
- 雪印快活
- 雪印ローリーロイヤル
- 雪印ローリーゴールド
- 雪印のむヨーグルトビフィズス3Pプレーン
- 雪印のむヨーグルトビフィスズ3Pいちご
- イズム（ism）
- ンガジャ
- アトピリーフ
- 野菜農園
- 果実農園
- ビタミン乳酸菌C
- 梅ゼリー
- 吉野くずまんじゅう
- 冷し十勝ぜんざい
- 水羊かん
- Doleナタデココ
- Doleフルーツミックス&ナタデココ
- Doleフルーツミックス&アロエ
- 雪印ビフィグルト
- 雪印ビフィズス乳酸菌
- 雪印ビフィズスはっ酵乳
- 雪印のむヨーグルトビフィズス200
- 雪印ローリーエース10
- 雪印ローリーエースc250ミリリットル
- 雪印ローリーエース&アップル
- 雪印乳酸菌10
- 雪印ローリー10
- Doleマンゴー
- 雪印ピュール
- 雪印スーパーカルシウム
- 雪印はちみつ乳酸菌
- 雪印黒酢はちみつ乳酸菌
- 雪印のむヨーグルトりんご
- 雪印のむヨーグルトりんご200
- 雪印ソフト杏仁どうふ750/450
- 雪印フルーツミックス750/450
- 雪印みつ豆750/450
- Doleマンゴープリン&ナタデココ・パイナップル
- 雪印沙棘
- 雪印ビフィパワーS

### 雪印ビーンスターク
- ビーンスタークおくすり飲めたね
- ビーンスタークスノー毎日葉酸+鉄これ1粒
- ビーンスタークコーンポタージュ
- ビーンスタークハキラオレンジ
- ビーンスタークハキラリンゴ
- ビーンスタークハキラブルーベリー
- ビーンスタークハキラバナナ
- ビーンスタークハキラおためしアソート3つの味

### 雪印ドール
- Dole100％オレンジジュース
- Doleフルーツアイス
- Doleフルーツ&ベジタブル
- Doleフルーツゼリー
- Doleピュア&ライト

### 雪印パーラー
- 北海道限定バームクーヘン

### 雪印ベルフォーレ
- 雪印ベルフォーレ

### 雪印スノーピア
- ファーストフード事業
  - アイスクリーム、ハンバーガーなど

### ブルマート
- コンビニエンスストア事業
  - ロイヤルティー、ほか多数

## 工場

### 吸収合併するまでに存在していた工場
道内
- 磯分内工場：北海道川上郡標茶町
- 興部工場：北海道紋別郡興部町
- 大樹工場：北海道広尾郡大樹町[31]

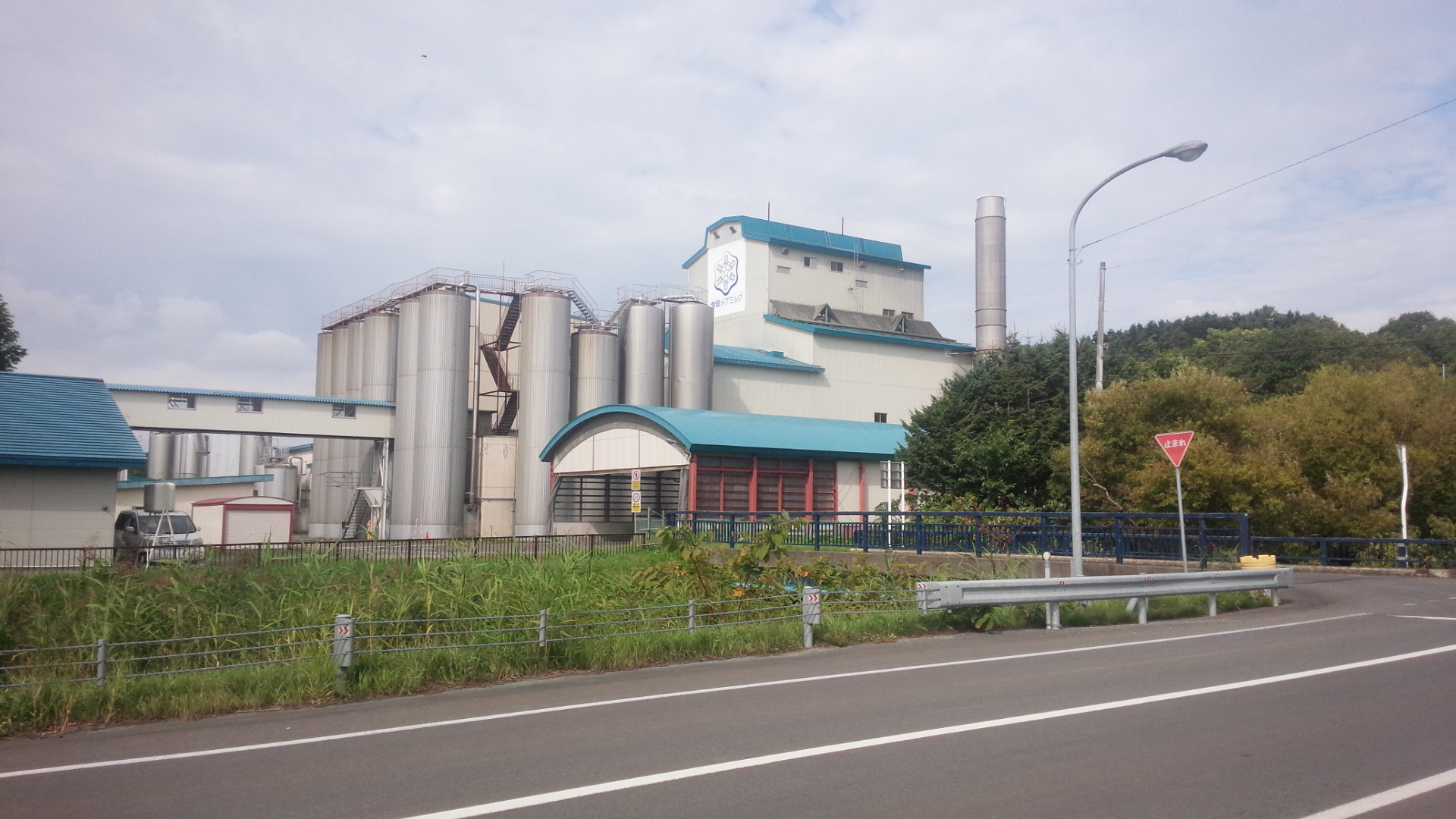
雪印乳業（現:雪印メグミルク）幌延工場

- なかしべつ工場：北海道標津郡中標津町（旧工場名：中標津工場）
- 別海工場：北海道野付郡別海町[32]
- 幌延工場：北海道天塩郡幌延町
- 小清水集乳工場：北海道斜里郡小清水町[33]

道外
- 厚木マーガリン工場：神奈川県海老名市[34]
- 関西チーズ工場：兵庫県伊丹市
- 小淵沢チーズ工房：山梨県北杜市
- 横浜チーズ工場：神奈川県横浜市緑区
- 神戸工場：兵庫県神戸市西区伊川谷町潤和824-1[35]
- 福岡工場：福岡県福岡市南区五十川1丁目2-20[32][36]

### 閉鎖した工場
道内
- 茶内工場：北海道厚岸郡浜中町（JR北海道茶内駅北方）
  - （1981年閉鎖、翌1982年より高梨乳業（タカナシ乳業）が北海道工場として操業）
- 計根別工場：北海道標津郡中標津町（JR北海道旧計根別駅北方）
- 月形工場：北海道樺戸郡月形町
  - （1930年創業、1964年閉鎖）
- 足寄工場：北海道足寄郡足寄町南1条5丁目のち同町下愛冠1丁目に移転
  - （1972年に下愛冠へ移転、1981年工場閉鎖）
- 函館工場：北海道函館市亀田本町66‐5（JR北海道五稜郭駅北方）
  - （2003年（平成5年）2月28日閉鎖）
- 釧路工場：北海道釧路市貝塚1丁目（JR北海道東釧路駅南方）
  - （1997年（平成9年）9月30日閉鎖[37]、流通センターにする。）
- 音別工場：北海道釧路市音別本町3丁目
- 北見工場：北海道北見市
- 清水工場：北海道上川郡清水町
  - （2008年（平成20年）3月末で閉鎖）
- 名寄工場：北海道名寄市
  - （1928年（昭和3年）6月25日操業開始。1980年（昭和55年）2月29日閉鎖）
- 中湧別工場：北海道紋別郡上湧別町
  - （1979年2月閉鎖）
- 浜頓別工場：北海道枝幸郡浜頓別町
- 旭川工場：北海道旭川市
- 問寒別集乳工場：北海道天塩郡幌延町（JR北海道問寒別駅北方）
  - （1958年（昭和33年）設立。1975年（昭和50年）に閉鎖）

道外
- 青森工場：青森県青森市大字新城山田115-1
  - （2004年（平成16年）閉鎖　現在は銀河フーズ青森営業所）
- 十和田工場：青森県十和田市相坂字白上248-14
  - （1984年（昭和59年）閉鎖　現在はドラッグストア）
- 尻内工場：八戸市尻内町内矢沢4
- 戸来工場：青森県三戸郡新郷村舘向
- 八戸工場：青森県八戸市売市熊ノ堂
- 田名部工場：むつ市田名部赤川
- 三沢工場：三沢市三沢横浜55
- 野辺地工場：上北郡野辺地町下松ノ木平2
- 七戸工場：上北郡七戸町影津内24
- 戸来工場：三戸郡新郷村戸来舘向47
- 岩木工場：弘前市百沢寺沢943
- 花巻工場：岩手県花巻市石神町77-3
  - （2002年（平成14年）3月末に閉鎖　現在は岩手雪運株式会社花巻営業所）
- 新潟工場：新潟県新発田市大字島潟字赤沼280
  - （2001年（平成13年）12月末に閉鎖　現在はDAMZ新発田店）
- 仙台工場：宮城県仙台市若林区若林7丁目13-1
  - （2002年（平成14年）3月末に閉鎖 現在はパラディソ沖野店）
- 東京工場：東京都北区[36]
  - （2002年（平成14年）3月末に閉鎖）
- 品川工場：
- 日野工場：東京都日野市大字日野753[38]
  - （2013年（平成25年）12月末に閉鎖　現在はエスアイシステム日野センター）
- 静岡工場：静岡県静岡市
- 松任工場：石川県松任市（現・白山市）
- 名古屋工場：愛知県名古屋市守山区幸心3丁目1601[32]
  - （2020年3月末に閉鎖　閉鎖後は同社のチルド商品等の配送拠点として利用）
- 京都工場：京都府京都市
  - （食中毒事件より前に移転 現在はホームセンター）
- 大阪工場：大阪府大阪市都島区都島南通1丁目21-41[39]
  - （雪印集団食中毒事件の舞台になった工場。閉鎖後跡地にマンション・おおさかパルコープ都島支所が建設された）
- 神戸工場：兵庫県神戸市垂水区
- 倉敷工場：岡山県倉敷市片島町字地蔵院地187-1
  - （2002年（平成14年）9月末に閉鎖。同年10月に高梨乳業（タカナシ乳業）が買収、現在は同社の岡山工場）
- 高松工場：香川県高松市多肥下町字汲仏1262-3[注 1]
  - （2001年（平成13年）3月末に閉鎖。現在はマンション「サーパス太田中央公園」になっている）
- 松山工場：愛媛県松山市堀江町
- 都城工場：宮崎県都城市郡元町4577-3[32]

## かつてスポンサーだった主な番組
☆マークは雪印グループ（雪印乳業、雪印食品、雪印ローリー、雪印種苗）名義で提供していた番組。
- 料理バンザイ!（テレビ朝日）☆
- ドラえもん（テレビ朝日）
- 徹子の部屋（テレビ朝日）
- クイズタイムショック（テレビ朝日、1984年頃）
- 走れ! ピンク・レディー（テレビ朝日）
- スーパー戦隊シリーズ（テレビ朝日）
- 月曜ワイド劇場（テレビ朝日）
- パネルクイズ アタック25（朝日放送、1987年）
- THE・恋ピューター（読売テレビ）
- 月曜ドラマランド（フジテレビ）
- 世界めぐり愛（TBS）
- わいわいスポーツ塾（TBS）☆
- ムーブ→ザッツ!（TBS）☆
- TBS水曜19時枠（1992年（平成4年）10月 - 1998年（平成10年）3月） ☆
  - ムーブ・島田弁護協会→ムーブ・テレビ進学塾→ザッツ!コサキンルーの怒んないで聞いて!→楽珍!スポーツ共和国→世界お宝ハンティング 勝負は目利き→クイズ天下一品博物館→コロンブスのゆで卵（1996年（平成8年）10月 - ）→おしえてアミーゴ!!
- 秘密戦隊ゴレンジャー（NETテレビ）（同上）
- 痛快!明石家電視台（MBS）（同上）
- 脱線 大江戸三人男（TBS）
- 若いやつ（TBS）
- 柔道一代（TBS）
- 青年同心隊（TBS）
- 科学少年J.Q（TBS）
- 月曜ロードショー（TBS）（同上）
- どうぶつ奇想天外!（TBS）（同上）
- TBS火曜8時枠の連続ドラマ（TBS）
- TBS火曜9時枠の連続ドラマ（TBS）
- TBS木曜9時枠の連続ドラマ（TBS）
- 水曜ドラマスペシャル（TBS）
- クイズMr.ロンリー（MBS）
- かみなり坊やピッカリ・ビー→ ファイトだ!!ピュー太（MBS）
- 日本テレビ昼1時枠帯ドラマ（初期のみ全曜日一社提供）（日本テレビ）
- 午後は○○おもいッきりテレビ（日本テレビ）
- 土曜グランド劇場（日本テレビ）
- 土曜ワイド劇場（テレビ朝日）
- 踊る!さんま御殿!!（日本テレビ）
- 小川宏ショー（フジテレビ）
- ハイ!土曜日です（関西テレビ）
- フジテレビ木曜8時枠の連続ドラマ（フジテレビ）
  - 世にも奇妙な物語
  - ボクたちのドラマシリーズ
- サザエさん（再放送）（フジテレビ）
- 電脳警察サイバーコップ（日本テレビ）
- 国際千葉駅伝（フジテレビ）
- CBCフラッシュニュース（土曜）（中部日本放送）
- 東海フラッシュニュース（木曜）（東海テレビ）
- ベルサイユのばら（日本テレビ）

## スポーツ活動
北海道を代表する企業であったこともあり、各種スポーツに力を注いでいた。特に日本アイスホッケーリーグに所属するアイスホッケー部やノルディックスキー（スキージャンプ）の実業団チームである「チーム雪印」は、企業スポーツ部では希少なウィンタースポーツを代表するチームとして名を知られた。
また雪印は、全日本実業団対抗駅伝（ニューイヤー駅伝）の常連チームであった陸上競技部も所有していたが、一連の不祥事に伴うスポーツ活動の撤退に伴い、「チーム雪印」以外は2001年（平成13年）に廃部となった。
唯一残ったスポーツ部となる「チーム雪印」は、ほかの多くの古参企業チームが撤退する中で、選手の雇用や競技のスポンサーなど積極的な支援を続けていた。その後、雪印メグミルクへの企業再編に伴い「雪印メグミルクスキー部」（英名：Team Megmilk Snow Brand）へと改称した。なお、「チーム雪印」のうちアイスホッケー部は、地元主体のクラブチーム「札幌ポラリス（のちの札幌ホッケークラブ）へ移行した。

### 所属選手、スタッフ
- 選手
  - 岡部孝信（主将・下川町出身）
  - 渡瀬雄太（札幌市出身）
  - 細山周作（余市町出身）
  - 伊東大貴（下川町出身）
  - 遠藤友晃（札幌市出身）
  - 伊藤謙司郎（下川町出身）
  - 栃本翔平（札幌市出身）
  - 清水礼留飛（新潟県妙高市出身）
- コーチ：原田雅彦（上川町出身）
- 監督：斉藤浩哉（余市町出身）
- アドバイザー：田尾克史（札幌市出身）
- 過去に所属していた選手
  - 相内富久（余市町出身）
  - 青地清二（小樽市出身）
  - 浅利正勝（夕張市出身）
  - 池田義治（長野県出身）
  - 石沢岳（旭川市出身）
  - 伊藤直人（下川町出身）
  - 上杉宏樹（札幌市出身）
  - 梅崎慶大（白馬村出身）
  - 太田泰彦（白馬村出身）
  - 大橋康孝（余市町出身）
  - 岡村創太（札幌市出身）
  - 角田幸司
  - 菊地定夫（小樽市出身）
  - 栗山友和（和寒町出身）
  - 黒山勝
  - 齋藤孝行（小樽市出身）
  - 坂口昇平（札幌市出身）
  - 坂野幸夫（米沢市出身）
  - 櫻井一欽（余市町出身）
  - 佐藤耕一
  - 沢田久喜（羽幌町出身）
  - 神野力哉（札幌市出身）
  - 杉山恵亮（野沢温泉村出身）
  - 田尾敏彰（札幌市出身）
  - 竹花智（札幌市出身）
  - 富井彦（野沢温泉村出身）
  - 富井啓介（長野県出身：前監督）
  - 中津信雄（小樽市出身）
  - 西方仁也（野沢温泉村出身）
  - 西方俊也（野沢温泉村出身）
  - 西方千春（野沢温泉村出身）
  - 吹田幸隆（札幌市出身）
  - 三橋勉
  - 渡瀬弥太郎（留萌市出身）
  - 渡部絹夫（福島県出身）